# Vroeger & Zo
Vroeger & Zo was een Nederlands televisieprogramma van de Teleac, later NTR, die uitgezonden werd in de zendtijd voor Schooltv. Het programma is bedoeld voor kinderen van groep 5, 6, 7 en 8 van de basisschool.

## Setting
Het programma is door de jaren heen vaak van setting verandert. In het begin speelde het programma zich af in het winkeltje van tante Annie (Ellis van den Brink), die in de winkel antiek en historische spullen verkocht en tentoonstellingen gaf. Zij kreeg vaak bezoek van Jet (Terence Schreurs) en later van Jeffrey (Ivan Renema). In elke aflevering behandelde ze samen geschiedenisonderwerpen (vaak over de Nederlandse geschiedenis) en beleefde ze vaak leuke dingen in de winkel.
Later in de serie wordt tante Annie lid van de Historische Vereniging 'Dat komt nooit meer terug', een vereniging die historische artikelen publiceert op internet, waarvoor ze blogs schrijft over verschillende geschiedenisonderwerpen. Jeffrey gaat dan vaak op pad om foto's te maken en om de locatie van het onderwerp te bezoeken. Aan het eind van de aflevering had tante Annie dan, met hulp van Jeffrey, een mooi artikel geschreven.
Nadat de Teleac in 2010 opging in de NTR, veranderde opnieuw de setting van het programma. Het programma nam afscheid van haar personages en veranderde naar een 'normaal' informatief Schooltv-programma.

## Einde
Na de fusie kwamen er nog 12 nieuwe Vroeger & Zo afleveringen, maar daarna stopte de omroep met het maken van nieuwe afleveringen voor het programma. Vroeger & Zo werd wel herhaalt op Zapp, maar in 2013 stopte de NTR ook met de herhalingen en besloten ze het programma te vervangen voor het programma Vroeger was het anders met Mylène Gordinou de Gouberville als presentator. Tegenwoordig is Vroeger & Zo nog wel terug te kijken op de website van Schooltv en op NPO Start.

## Rolverdeling
| Acteur              | Personage                |
| ------------------- | ------------------------ |
| Ellis van den Brink | Tante Annie              |
| Terence Schreurs    | Jet                      |
| Ivan Renema         | Jeffrey                  |
| Hilbert Dijkstra    | Verschillende personages |